# Primeira Divisão (damvolleyboll, Portugal)
Primeira Divisão är högstaserien i volleyboll för damer i Portugal. Vinnaren blir portugisisk mästare.

## Resultat per säsong
| År                      | Podium                 | Podium           | Podium             |
| Mästare                 | Tvåa                   | Trea             |                    |
| ----------------------- | ---------------------- | ---------------- | ------------------ |
| 1959-60 mer information | SC Espinho             | -                | -                  |
| 1960-61 mer information | SC Espinho             | -                | -                  |
| 1961-62 mer information | CDU Porto              | -                | -                  |
| 1962-63 mer information | SC Espinho             | -                | -                  |
| 1963-64 mer information | SC Espinho             | -                | -                  |
| 1964-65 mer information | Leixões SC             | -                | -                  |
| 1965-66 mer information | Leixões SC             | -                | -                  |
| 1966-67 mer information | SL Benfica             | -                | -                  |
| 1967-68 mer information | SL Benfica             | -                | -                  |
| 1968-69 mer information | SL Benfica             | -                | -                  |
| 1969-70 mer information | SL Benfica             | -                | -                  |
| 1970-71 mer information | SL Benfica             | -                | -                  |
| 1971-72 mer information | SL Benfica             | -                | -                  |
| 1972-73 mer information | SL Benfica             | -                | -                  |
| 1973-74 mer information | SL Benfica             | -                | -                  |
| 1974-75 mer information | SL Benfica             | -                | -                  |
| 1975-76 mer information | Leixões SC             | -                | -                  |
| 1976-77 mer information | Leixões SC             | -                | -                  |
| 1977-78 mer information | Leixões SC             | -                | -                  |
| 1978-79 mer information | Leixões SC             | -                | -                  |
| 1979-80 mer information | Leixões SC             | -                | -                  |
| 1980-81 mer information | Leixões SC             | -                | -                  |
| 1981-82 mer information | Leixões SC             | -                | -                  |
| 1982-83 mer information | Leixões SC             | -                | -                  |
| 1983-84 mer information | Leixões SC             | -                | -                  |
| 1984-85 mer information | Leixões SC             | -                | -                  |
| 1985-86 mer information | Leixões SC             | -                | -                  |
| 1986-87 mer information | Boavista FC            | -                | -                  |
| 1987-88 mer information | Boavista FC            | -                | -                  |
| 1988-89 mer information | Leixões SC             | -                | -                  |
| 1989-90 mer information | Boavista FC            | -                | -                  |
| 1990-91 mer information | CR Estrelas da Avenida | -                | -                  |
| 1991-92 mer information | Leixões SC             | -                | -                  |
| 1992-93 mer information | Boavista FC            | -                | -                  |
| 1993-94 mer information | Castêlo da Maia GC     | -                | -                  |
| 1994-95 mer information | Boavista FC            | -                | -                  |
| 1995-96 mer information | Castêlo da Maia GC     | -                | -                  |
| 1996-97 mer information | Castêlo da Maia GC     | -                | -                  |
| 1997-98 mer information | Castêlo da Maia GC     | -                | -                  |
| 1998-99 mer information | Castêlo da Maia GC     | -                | -                  |
| 1999-00 mer information | Castêlo da Maia GC     | -                | -                  |
| 2000-01 mer information | Castêlo da Maia GC     | Boavista FC      | CS Madeira         |
| 2001-02 mer information | Castêlo da Maia GC     | -                | -                  |
| 2002-03 mer information | Castêlo da Maia GC     | CS Madeira       | GC Vilacondense    |
| 2003-04 mer information | CS Madeira             | Boavista FC      | Castêlo da Maia GC |
| 2004-05 mer information | CA da Trofa            | CS Madeira       | Boavista FC        |
| 2005-06 mer information | CS Madeira             | CA da Trofa      | CD Ribeirense      |
| 2006-07 mer information | CA da Trofa            | CD Ribeirense    | CS Madeira         |
| 2007-08 mer information | CA da Trofa            | CD Ribeirense    | CS Madeira         |
| 2008-09 mer information | CA da Trofa            | CD Ribeirense    | GDC Gueifães       |
| 2009-10 mer information | CA da Trofa            | CD Ribeirense    | GDC Gueifães       |
| 2010-11 mer information | CD Ribeirense          | CA da Trofa      | CS Madeira         |
| 2011-12 mer information | CD Ribeirense          | GDC Gueifães     | CS Madeira         |
| 2012-13 mer information | CD Ribeirense          | CD Ribeirense    | -                  |
| 2013-14 mer information | Rosário Vólei          | CD Ribeirense    | -                  |
| 2014-15 mer information | Porto Vólei 2014       | Leixões SC       | CF Os Belenenses   |
| 2015-16 mer information | AVC Famalicão          | Porto Vólei 2014 | Leixões SC         |
| 2016-17 mer information | Leixões SC             | Porto Vólei 2014 | Clube Kairós       |
| 2017-18 mer information | Leixões SC             | Clube Kairós     | Porto Vólei 2014   |
| 2018-19 mer information | Leixões SC             | AVC Famalicão    | Clube Kairós       |
| 2019-20 mer information | Ej slutförd            | Ej slutförd      | Ej slutförd        |
| 2020-21 mer information | FC Porto               | Leixões SC       | Sporting Lissabon  |
| 2021-22 mer information | FC Porto               | Leixões SC       | Sporting Lissabon  |

## Segrar per klubb
| Klubb                  | Titlar | Vunna säsonger |
| ---------------------- | ------ | --- |
| Leixões SC             | 18     | 1964-65, 1965-66, 1975-76, 1976-77, 1977-78, 1978-79, 1979-80, 1980-81, 1981-82, 1982-83, 1983-84, 1984-85, 1985-86, 1988-89, 1991-92, 2016-17, 2017-18, 2018-19 |
| SL Benfica             | 9      | 1966-67, 1967-68, 1968-69, 1969-70, 1970-71, 1971-72, 1972-73, 1973-74, 1974-75                                                                                  |
| Castêlo da Maia GC     | 9      | 1993-94, 1995-96, 1996-97, 1997-98, 1998-99, 1999-00, 2000-01, 2001-02, 2002-03                                                                                  |
| Boavista FC            | 5      | 1986-87, 1987-88, 1989-90, 1992-93, 1994-95 |
| CA da Trofa            | 5      | 2004-05, 2006-07, 2007-08, 2008-09, 2009-10 |
| SC Espinho             | 4      | 1959-60, 1960-61, 1962-63, 1963-64 |
| CD Ribeirense          | 3      | 2010-11, 2011-12, 2012-13 |
| CS Madeira             | 2      | 2003-04, 2005-06 |
| FC Porto               | 2      | 2020-21, 2021-22 |
| CDU Porto              | 1      | 1961-62 |
| CR Estrelas da Avenida | 1      | 1990-91 |
| Rosário Vólei          | 1      | 2013-14 |
| Porto Vólei 2014       | 1      | 2014-15 |
| AVC Famalicão          | 1      | 2015-16 |